# Вердезе
Вердезе (фр. Verdèse, корс. Verdese) — коммуна во Франции, находится в регионе Корсика. Департамент коммуны — Верхняя Корсика. Входит в состав кантона Кастаньичча. Округ коммуны — Корте.
Код INSEE коммуны — 2B344.

## Население
Население коммуны на 2008 год составляло 33 человека.
| 1962 | 1968 | 1975 | 1982 | 1990 | 1999 | 2008 |
| ---- | ---- | ---- | ---- | ---- | ---- | ---- |
| 99   | 75   | 44   | 35   | 11   | 18   | 33   |

## Экономика

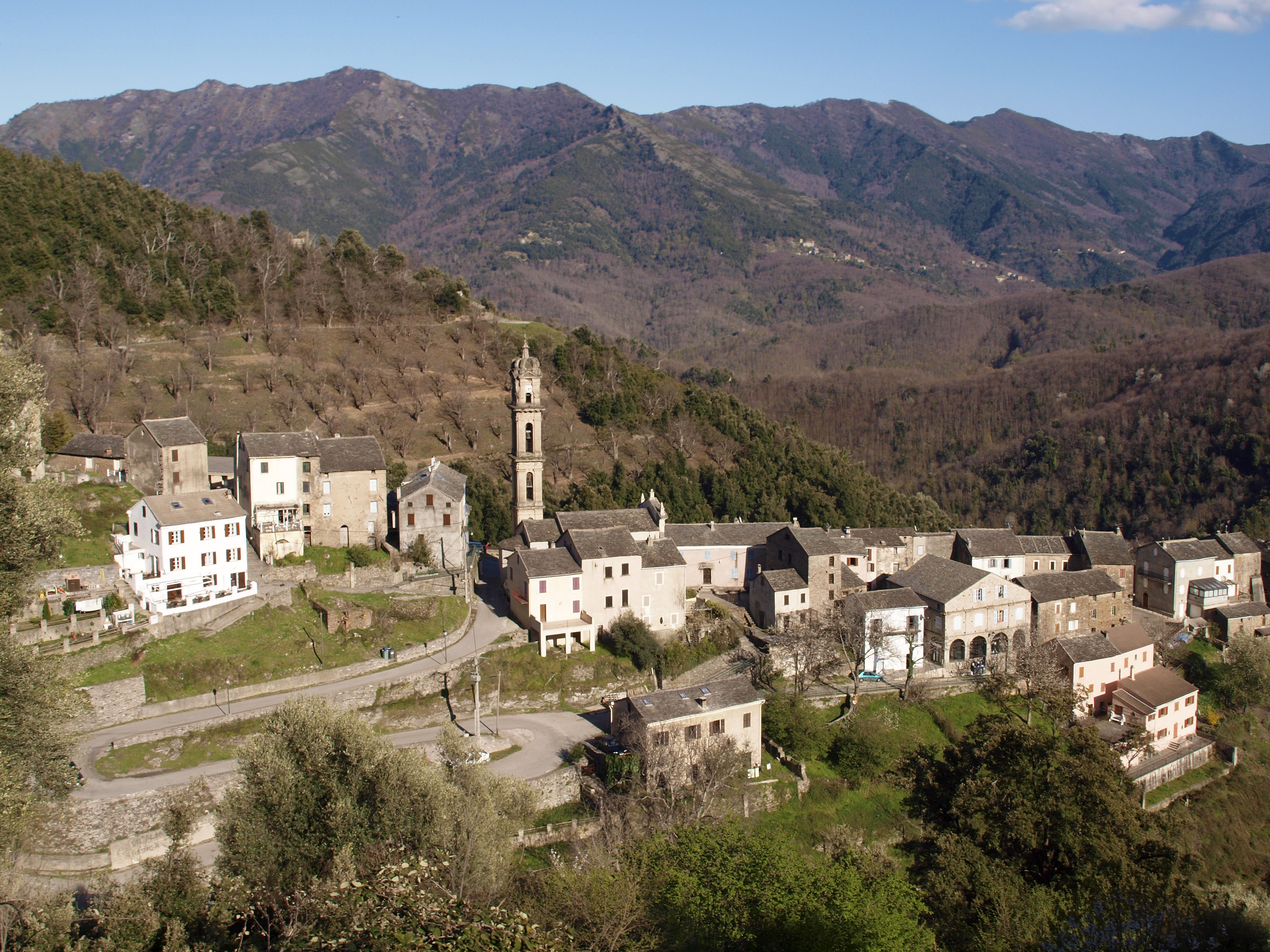
Вердезе

В 2007 году среди 15 человек в трудоспособном возрасте (15—64 лет) 6 были экономически активными, 9 — неактивными (показатель активности — 40,0 %, в 1999 году было 44,4 %). Из 6 активных работали 5 мужчин, безработным был 1 мужчина. Среди 9 неактивных 7 человек были пенсионерами, 2 были неактивными по другим причинам.